# Arnoldus Henricus Westerhovius

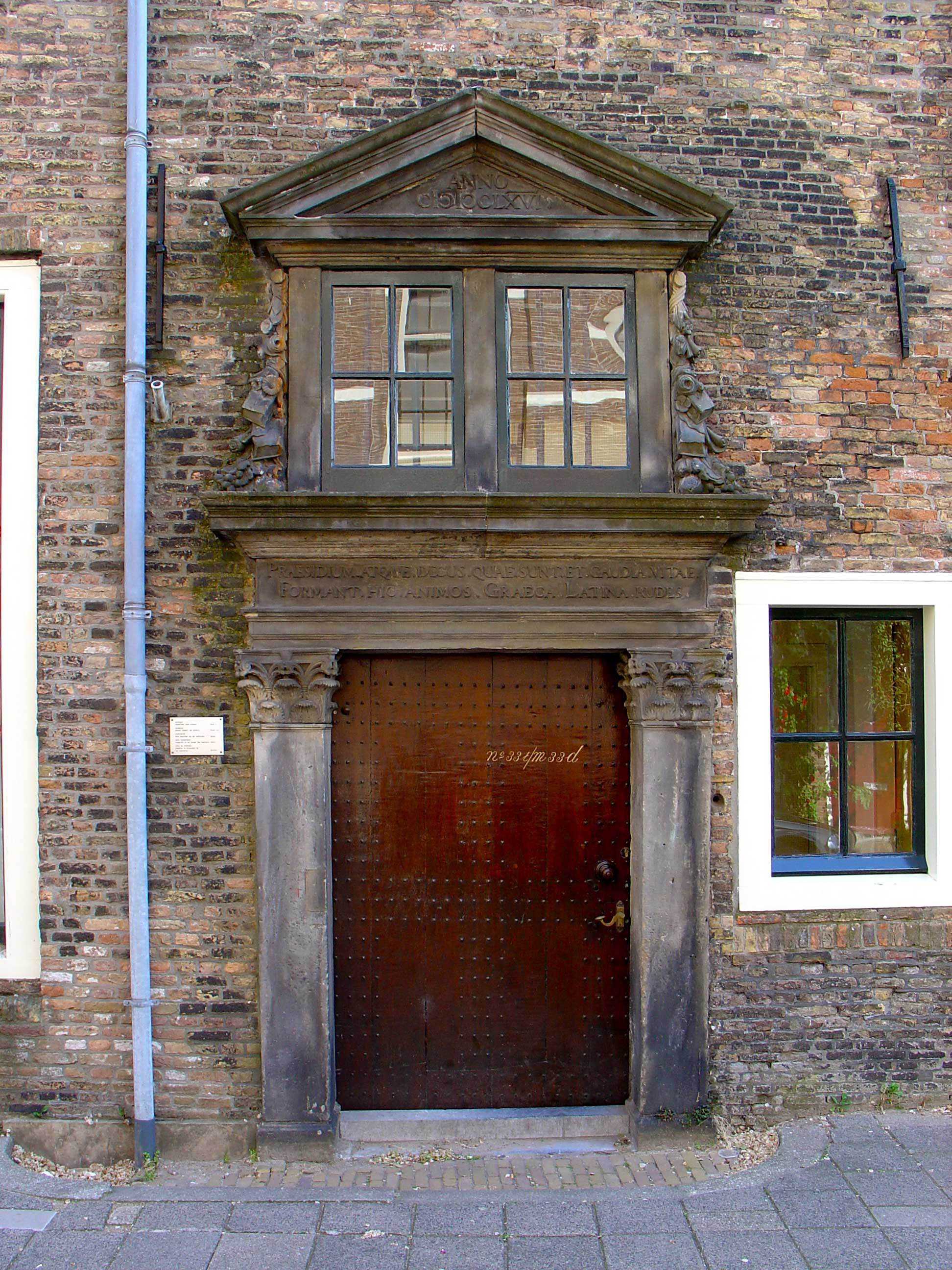
Het gebouw van de voormalige Latijnse school aan de Groeneweg in Gouda

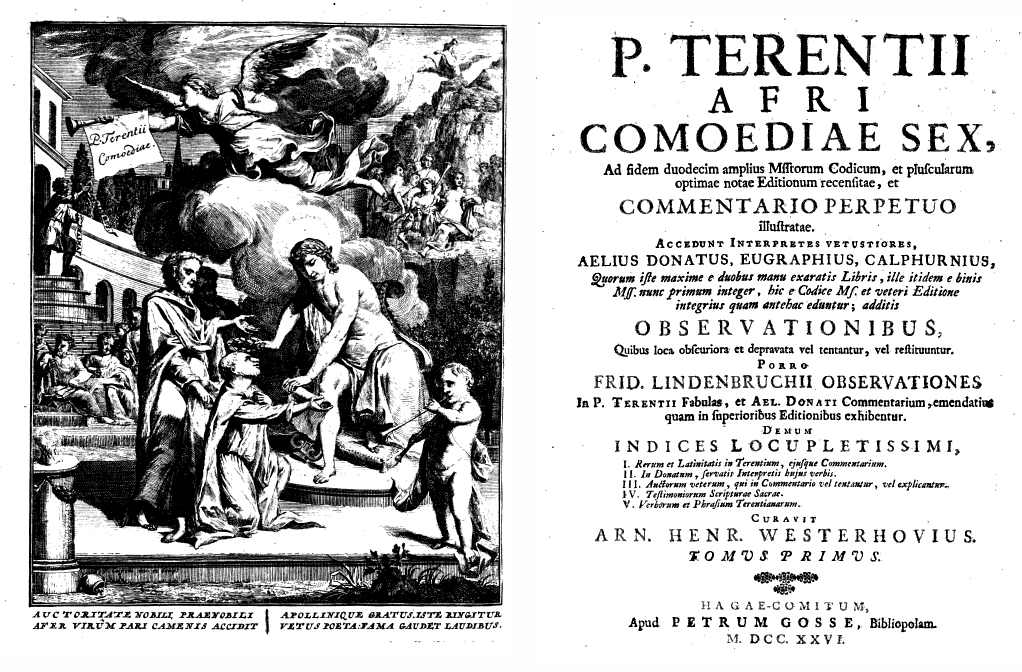
Titelblad van de door Westerhoff in 1726 bewerkte versie van "Coemediae sex" van Terentius

Arnoldus Henricus Westerhovius, ook Arnold Heinrich Westerhoff, (Hamm, omstreeks 1677 - 1738) was theoloog, dichter, latinist en rector van de Latijnse School in Gouda.

## Leven en werk
Westerhovius werd omstreeks 1677 in Hamm in Westfalen geboren. Hij begon zijn opleiding aan Het Gymansium Illustre in Hamm en studeerde vervolgens theologie aan de Universiteit Leiden. Na het afronden van zijn studie keerde hij terug naar Duitsland, waar hij zijn kerkelijk examen aflegde en benoemd werd tot hofprediker van de landgraaf van Hessen-Kassel. In het gevolg van deze landgraaf Philippus vestigde hij zich rond 1708 op diens landgoed "Hessenhof" - op de plaats van het huidige Vredespaleis - in Den Haag. In Den Haag werd hij ingeschakeld bij de erediensten van de gereformeerde kerk. In 1711 verzocht Bruno van der Dussen hem namens het Goudse stadsbestuur om rector van de Latijnse school aldaar te worden. Westerhovius accepteerde op 1 november 1711 het aanbod. Op 22 november 1711 trouwde hij in Den Haag met Adriana de Rouw. Zij vestigden zich in Gouda naast het schoolcomplex in het gebouw van het voormalige Cellebroederklooster aan de Groeneweg.
Over het rectoraat van Westerhovius wordt verschillend geoordeeld. Volgens Kesper werd onder zijn rectoraat het verval van de Latijnse school in Gouda manifest. Hij zou zich te weinig met het onderwijs hebben bemoeid en zich vooral hebben gericht op zijn wetenschappelijke arbeid. Regels werden niet gehandhaafd en de discipline liet veel te wensen over. Kesper concludeert dat Westerhovius grote verdiensten had als geleerde, maar "een zeer ongeschikt schoolvoogd was". Abels nuanceert echter dit beeld en stelt dat Westerhovius vanwege zijn publicaties en daarmee zijn inzet voor kerk, school en wetenschap positiever beoordeeld zou moeten worden. Volgens Abels waren de Goudse schoolbestuurders ingenomen met zijn activiteiten waarvoor hij regelmatig met een 'bonus' werd beloond. Westerhovius was in Gouda niet alleen rector, maar van 1724 tot 1729 en van 1731 tot 1734 ook librijemeester van de librije van Gouda. Hij was zeer geïnteresseerd in de stedelijke bibliotheek, maar duldde geen tegenspraak van zijn collega's librijemeesters, die zich uit protest terugtrokken. In 1729 greep het stadsbestuur in en stelde een gecommitteerde aan, Bruno van der Dussen. Ondanks of dankzij zijn dominerende rol slaagde Westerhovius erin, mede vanwege zijn kennis op het gebied van nieuwe uitgaven, het boekenbezit van de librije op een hoger peil te brengen. In 1731 moest Westerhovius als rector wel tot de orde worden geroepen toen hij het accent te sterk verlegde naar zijn 'nevenactiviteiten', het schrijven van wetenschappelijke en literaire uitgaven en zijn liefde voor het verzamelen van boeken. De wanorde op de school vormde volgens De Jong de reden dat de Goudse burgemeester Willem van Strijen zijn zoon niet meer naar deze school liet gaan, maar een privéleraar in dienst nam om hem voor te bereiden op een universitaire studie.
Westerhovius schreef gelegenheidsgedichten en dichtbundels. Zijn lofdichten op leden van Goudse regentenfamilies verschenen in de periode 1724 tot 1729 in zes delen. Daarnaast vertaalde hij diverse werken, die vele malen herdrukt werden. Zijn bewerking van de "Coemediae sex" van Terentius wordt nog steeds gebruikt. Ook bewerkte hij meerdere Latijnse schoolboeken, onder meer "Latina grammatica" van Gerardus Vossius en "Lexicon Latino-Belgicum" van Samuel Pitiscus.